# Quine (informatica)

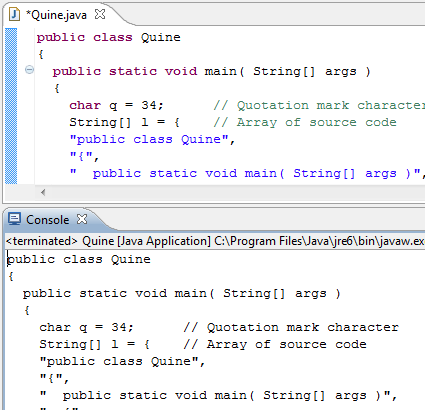
Implementazione in Java di un quine

In informatica, un quine è un algoritmo che riproduce il suo stesso codice sorgente senza usare funzioni di I/O (aprire il file sorgente e stampare il suo contenuto è considerato "barare").
Si tratta di un classico esercizio di programmazione che spesso viene dato a programmatori senza molta esperienza per testare le loro capacità. Per il proprio divertimento, molti programmatori esperti si impegnano a sviluppare il quine più breve possibile in ogni linguaggio di programmazione. Il nome "quine" deriva dal filosofo Willard Van Orman Quine; egli coniò infatti l'espressione paradossale "Yields falsehood when appended to its own quotation", ovvero "Produce una falsità se preceduto dalla propria citazione".

## Esempi

### C#
```
using
 
System
;

 
namespace
 
quine

 
{

   
class
 
Program

   
{

     
[STAThread]

     
static
 
void
 
Main
(
string
[]
 
args
)

     
{

       
string
 
s
 
=
 
"using System;{0}namespace quine{0}{2}{0}{1}class Program{0}

 
{
1
}{
2
}{
0
}{
1
}{
1
}[
STAThread
]{
0
}{
1
}{
1
}
static
 
void
 
Main
(
string
[]
 
args
){
0
}{
1
}{
1
}{
2
}{
0
}{
1
}{
1
}{
1
}

 
string
 
s
 
=
 
{
4
}{
6
}{
4
};{
0
}{
1
}{
1
}{
1
}
Console
.
Write
(
s
,
 
Environment
.
NewLine
,
 
{
4
}{
5
}
t
{
4
},
 
{
4
}{
2
}

 
{
4
},
 
{
4
}{
3
}{
4
},
 
{
4
}{
5
}{
4
}{
4
},
 
{
4
}{
5
}{
5
}{
4
},
 
s
);{
0
}{
1
}{
1
}{
3
}{
0
}{
1
}{
3
}{
0
}{
3
}
";

       
Console
.
Write
(
s
,
 
Environment
.
NewLine
,
 
"\t"
,
 
"{"
,
 
"}"
,
 
"\""
,
 
"\\"
,
 
s
);

     
}

   
}

}

```

### Scheme
```
((
lambda
 
(
x
)

            
(
list
 
x
 
(
list
 
(
quote
 
quote
)
 
x
)))

        
(
quote

            
(
lambda
 
(
x
)

                
(
list
 
x
 
(
list
 
(
quote
 
quote
)
 
x
)))))

```

### Common Lisp
```
((
lambda
 
(
x
)
 
(
list
 
x
 
(
list
 
'quote
 
x
)))
 
'
(
lambda
 
(
x
)
 
(
list
 
x
 
(
list
 
'quote
 
x
))))

```

### OCaml
```
(
fun
 
s
 
->
 
Printf
.
printf
 
"%s %S"
 
s
 
s
)
 
"(fun s -> Printf.printf 
\"
%s %S
\"
 s s)"

```

### Python
```
 
a
=
'a=
%s
;print a
%%
`a`'
;
print
 
a
%
`
a
`

Usando
 
Python
 
3.0
 
diventa

 
a
=
'a=
{0!r}
;print(a.format(a))'
;
print
(
a
.
format
(
a
))

```

Oppure
```
 
a
=
";print(f'a=
{a!r}
',a)"
 
;
print
(
f
'a=
{
a
!r}
'
,
a
)

Ed
 
eccone
 
un
 
altro
 
(
è
 
stato
 
aggiunto
 
un
 
ritorno
 
a
 
capo
 
per
 
facilitare
 
la
 
lettura
):

 
b
=
'
\\
'
;
g
=
'"'
;
p
=
'%'
;
s
=
"b='
%s%s
';g='
%s
';p='
%s
';s=
%s%s%s
;print s
%s
(b,b,g,p,g,s,g,p)"
;

 
print
 
s
%
(
b
,
b
,
g
,
p
,
g
,
s
,
g
,
p
)

```

### Ruby
```
puts
 
<<
2
*
2
,
2

puts
 
<<
2
*
2
,
2

2

```

### JavaScript
```
unescape
(
q
=
"unescape(q=%22*%22).replace('*',q)"
).
replace
(
'*'
,
q
)

 
a
=
function
 
(
b
){
return
 
"a="
+
b
+
"; alert(a(a))"
};
 
alert
(
a
(
a
))

```

### Perl
```
$_
=
q{$_=q{Q};s/Q/$_/;print}
;
s/Q/$_/
;
print

```

### BASIC
```
10
 
C
=
": PRINT CHR(49)+CHR(48)+CHR(32)+CHR(67)+CHR(61)+CHR(34)+C+CHR(34)+C"
:

    
PRINT
 
CHR
(
49
)
+
CHR
(
48
)
+
CHR
(
32
)
+
CHR
(
67
)
+
CHR
(
61
)
+
CHR
(
34
)
+
C
+
CHR
(
34
)
+
C

```

ed eccone un altro che sfrutta i comandi READ e DATA
```
 
10
 
READ
 
A$
:
PRINT
 
A$
+
CHR$
(
34
)
+
A$
+
CHR$
(
34
)
:
DATA
 
"10 READ A$:PRINT A$+CHR$(34)+A$+CHR$(34):DATA "

```

### Pascal
```
const
 
a
=
'const a='
;
b
=
'begin write(a,#39,a,#39#59#98#61#39,b,#39#59#10,b) end.'
;

begin
 
write
(
a
,
#39
,
a
,
#39#59#98#61#39
,
b
,
#39#59#10
,
b
)
 
end
.

```

### Brainfuck
```
-
>
+
>
+++
>>
+
>
++
>
+
>
+++
>>
+
>
++
>>>
+
>
+
>
+
>
++
>
+
>>>>
+++
>
+
>>
++
>
+
>
+++
>>
++
>
++
>>
+
>>
+
>
++
>
++
>

+
>>>>
+++
>
+
>>>>
++
>
++
>>>>
+
>>
++
>
+
>
+++
>>>
++
>>
++++++
>>
+
>>
++
>
+
>>>>
+++
>>
+++++
>>
+
>
+++

>>>
++
>>
++
>>
+
>>
++
>
+
>
+++
>>>
++
>>
+++++++++++++
>>
+
>>
++
>
+
>
+++
>
+
>
+++
>>>
++
>>
++++
>>
+
>>

++
>
+
>>>>
+++
>>
+++++
>>>>
++
>>>>
+
>
+
>
++
>>
+++
>
+
>>>>
+++
>
+
>>>>
+++
>
+
>>>>
+++
>>
++
>
++
>
+
>
+

++
>
+
>
++
>
++
>>>>>>
++
>
+
>
+++
>>>>>
+++
>>>
++
>
+
>
+++
>
+
>
+
>
++
>>>>>>
++
>>>
+
>>>
++
>
+
>>>>
+++
>

+
>>>
+
>>
++
>
+
>
++++++++++++++++++
>>>>
+
>
+
>>>
+
>>
++
>
+
>
+++
>>>
++
>>
++++++++
>>
+
>>
++
>
+
>>

>>
+++
>>
++++++
>>>
+
>
++
>>
+++
>
+
>
+
>
++
>
+
>
+++
>>>>>
+++
>>>
+
>
+
>>
++
>
+
>
+++
>>>
++
>>
++++++++

>>
+
>>
++
>
+
>>>>
+++
>>
++++
>>
+
>
+++
>>>>>>
++
>
+
>
+++
>>
+
>
++
>>>>
+
>
+
>
++
>
+
>>>>
+++
>>
+++
>>>
+

[[
-
>>
+
<<
]
<
+
]
+++++
[
-
>
+++++++++
<
]
>
.
[
+
]
>>
[
<<
+++++++
[
-
>
+++++++++
<
]
>
-

.
-------------------
>
-
[
-
<
.
<
+
>>
]
<
[
+
]
<
+
>>>
]
<<<
[
-
[
-
[
-
[
>>
+
<
++++++
[
-
>
+++++
<
]]
>
++++

++++++++++
<
]
>
+++
<
]
++++++
[
-
>
+++++++
<
]
>
+
<<<
-
[
-
>>>
++
<<<
]
>
[
-
>>
.
<<
]
<<
]

```

### HQ9+
```
Q
```

### MS-DOS Batch
```
@
echo
 off

%1
 
%2

call
 
%0
 goto e 
%%

call
 
%0
 goto e 
%%
3 echo.
%%
4

echo
 :f

goto
 
f

:
e

echo
.
%4
@echo off

echo
.
%4%3
1 
%3
2

echo
.
%4
call 
%3
0 goto e 
%3%3

echo
.
%4
call 
%3
0 goto e 
%3%3
3 echo.
%3%3
4

echo
.
%4
echo :f

echo
.
%4
goto f

echo
.
%4
:e

:
f

```

### PHP
```
<?

  
$a
=
"chr(60).chr(63).chr(10).chr(36).chr(97).chr(61).chr(39).
$a
.chr(39).chr(59).chr(10)

  ."
echo
 
$a
;
".chr(10).chr(63).chr(62)"
;

  
echo
 
chr
(
60
)
.
chr
(
63
)
.
chr
(
10
)
.
chr
(
36
)
.
chr
(
97
)
.
chr
(
61
)
.
chr
(
39
)
.
$a
.
chr
(
39
)
.
chr
(
59
)
.
chr
(
10
)

  
.
"echo 
$a
;"
.
chr
(
10
)
.
chr
(
63
)
.
chr
(
62
);

?>

```

```
  
<?

  
$a
=
"<?

  
$a
=2;

  echo str_replace(1+1,chr(39).
$a
.chr(39),
$a
);

  ?>"
;

  
echo
 
str_replace
(
1
+
1
,
chr
(
39
)
.
$a
.
chr
(
39
),
$a
);

  
?>

```

### PostScript
```
(dup == {dup cvx exec} pop 8 12 getinterval =)

dup
 
cvx
 
exec

```

### SQL Oracle
Si intende che il valore NULL valga pure come stringa vuota e che il carattere ASCII CHR(39) sia il carattere di terminazione di una stringa ('); si fa affidamento sul fatto che la colonna DUMMY della tabella DUAL restituisca la stringa 'X' e che il carattere 'X' compaia una sola volta in tutta l'espressione. Altri dialetti di SQL possono adattare questo esempio.
```
select
 
replace
(
replace
(
q
,
t
,
null
),
z
,
q
)
 
from
 
(
select
 
t
,
z
,
t
||

'select replace(replace(q,t,null),z,q) from (select t,z,t||

X

||t q from (select dummy z, chr(39) t from dual))'

||
t
 
q
 
from
 
(
select
 
dummy
 
z
,
 
chr
(
39
)
 
t
 
from
 
dual
))

```

### COBOL Microfocus
```
000010
 
IDENTIFICATION
 
DIVISION
.
                         

000020
 
PROGRAM-ID
.
 
QUINE
.
                
AUTHOR
.
 
ITSELF
.

000030
 
CONFIGURATION
 
SECTION
.
                           

000040
 
SPECIAL-NAMES
.
      
SYMBOLIC
 
CHARACTERS
 
TT
 
IS
 
35
.

000050
 
DATA
 
DIVISION
.
                                   

000060
 
WORKING-STORAGE
 
SECTION
.
                         

000070
 
01 
IDX
                 
PIC 9(4)
 
COMP
.
            

000080
 
01 
WS-SOURCE
.
                                    

000090
    
05 
WS-LINE
          
PIC X(56)
 
OCCURS
 
23 
TIMES
.

000100
 
01 
WS-NUM
              
PIC 9(6)
 
COMP
.
            

000110
 
PROCEDURE
 
DIVISION
.
                              

000120
    
INITIALIZE 
 
WS-SOURCE
.
                        

000130
    
PERFORM
 
DO-QUINE
.
                             

000140
    
PERFORM
 
VARYING
 
IDX
 
FROM
 
1 
BY
 
1 
UNTIL
 
IDX
 
>
 
23

000150
       
DISPLAY
 
WS-LINE
(
IDX
)
                       

000160
    
END-PERFORM
.
                                  

000170
    
PERFORM
 
VARYING
 
IDX
 
FROM
 
1 
BY
 
1 
UNTIL
 
IDX
 
>
 
23

000180
       
COMPUTE
 
WS-NUM
 
=
 
1000 
+
 
IDX
 
*
 
10           

000190
       
DISPLAY
 
WS-NUM
 
'    '
 
TT
 
WS-LINE
(
IDX
)
 
TT
   

000200
    
END-PERFORM
.
                                  

000210
    
DISPLAY 
'002000    INTO WS-SOURCE.'
.
          

000220
 
DO-QUINE
 
SECTION
.
                                

000230
    
STRING                                        

001010
    
"000010 IDENTIFICATION DIVISION.                         "

001020
    
"000020 PROGRAM-ID. QUINE.                AUTHOR. ITSELF."

001030
    
"000030 CONFIGURATION SECTION.                           "

001040
    
"000040 SPECIAL-NAMES.      SYMBOLIC CHARACTERS TT IS 35."

001050
    
"000050 DATA DIVISION.                                   "

001060
    
"000060 WORKING-STORAGE SECTION.                         "

001070
    
"000070 01 IDX                 PIC 9(4) COMP.            "

001080
    
"000080 01 WS-SOURCE.                                    "

001090
    
"000090    05 WS-LINE          PIC X(56) OCCURS 23 TIMES."

001100
    
"000100 01 WS-NUM              PIC 9(6) COMP.            "

001110
    
"000110 PROCEDURE DIVISION.                              "

001120
    
"000120    INITIALIZE  WS-SOURCE.                        "

001130
    
"000130    PERFORM DO-QUINE.                             "

001140
    
"000140    PERFORM VARYING IDX FROM 1 BY 1 UNTIL IDX > 23"

001150
    
"000150       DISPLAY WS-LINE(IDX)                       "

001160
    
"000160    END-PERFORM.                                  "

001170
    
"000170    PERFORM VARYING IDX FROM 1 BY 1 UNTIL IDX > 23"

001180
    
"000180       COMPUTE WS-NUM = 1000 + IDX * 10           "

001190
    
"000190       DISPLAY WS-NUM '    ' TT WS-LINE(IDX) TT   "

001200
    
"000200    END-PERFORM.                                  "

001210
    
"000210    DISPLAY '002000    INTO WS-SOURCE.'.          "

001220
    
"000220 DO-QUINE SECTION.                                "

001230
    
"000230    STRING                                        "

002000
    
INTO
 
WS-SOURCE
.

```

### RPGfree
```
        dcl-f qprint  printer(132);
        //------------------------------------------not optimized !--------*
        dcl-s    sss       char(80)    dim(50)  ctdata;
        dcl-s    x3      packed(3);
        dcl-s    wprtline  char(80);
        //-----------------------------------------------------------------*
        *inlr = *on;
        for x3 = 1 by 1 to 21;
           wprtline = sss(x3);
           except xline;
        endfor;
        wprtline = '**';
        except xline;
        for x3 = 1 by 1 to 21;
           wprtline = sss(x3);
           except xline;
        endfor;
        return;
        //-----------------------------------------------------------------*
     oqprint    e            xline     001
     o                       wprtline
**
        dcl-f qprint  printer(132);
        //------------------------------------------not optimized !--------*
        dcl-s    sss       char(80)    dim(50)  ctdata;
        dcl-s    x3      packed(3);
        dcl-s    wprtline  char(80);
        //-----------------------------------------------------------------*
        *inlr = *on;
        for x3 = 1 by 1 to 21;
           wprtline = sss(x3);
           except xline;
        endfor;
        wprtline = '**';
        except xline;
        for x3 = 1 by 1 to 21;
           wprtline = sss(x3);
           except xline;
        endfor;
        return;
        //-----------------------------------------------------------------*
     oqprint    e            cline     001
     o                       wprtline
```

### Bash
Il più piccolo quine Bash
```
b
=
\'
 
c
=
\\
 
a
=
'echo b=$c$b c=$c$c a=$b$a$b; echo $a'

echo
 
b
=
$c$b
 
c
=
$c$c
 
a
=
$b$a$b
;
 
echo
 
$a

```

versione da shell su una sola riga:
```
b
=
\'
 
c
=
\\
 
a
=
'echo -n b=$c$b c=$c$c a=$b$a$b\;; echo $a'
;
echo
 
-n
 
b
=
$c$b
 
c
=
$c$c
 
a
=
$b$a$b
\;
;
 
echo
 
$a

```